# Касумов, Балакиши Алекпер оглы
Балакиши́ (Бала́ш) Алекпе́р оглы Касу́мов (азерб. Balakişi (Balaş) Ələkbər oğlu Qasımov, род. 20 октября 1978, Баку) — игрок элитарного клуба «Что? Где? Когда?», ведущий и генеральный продюсер телеигры «Что? Где? Когда?» в Азербайджане, руководитель продюсерского центра GameTV.az. С 2018 года генеральный директор Общественного телевидения Азербайджана.

## Биография
Окончил бакинскую среднюю школу № 1 имени Намика Ахундова и лицей технико-гуманитарных наук имени Габиббека Махмудбекова. Высшее образование получил в Азербайджанском государственном экономическом университете, окончив его с дипломом бакалавра финансов.
В детстве совмещал активное чтение с занятиями в футбольной секции.
В 2011 году снялся в эпизодической роли в фильме Юлия Гусмана «Не бойся, я с тобой! 1919».
11 мая 2018 года избран Вещательным советом Общественного телевидения Азербайджана новым генеральным директором канала. В мае 2022 года переизбран на пост генерального директора ОТВ.
2 апреля 2024 года избран вице-президентом АФФА и членом исполнительного комитета АФФА от общественного объединения «Северная региональная футбольная федерация».

## Что? Где? Когда?
В элитарном клубе — с 2004 года. Команда Балаша Касумова — участница финалов года в сезонах 2009, 2010, 2015, 2016, 2018 и победительница семи финалов серий подряд (осень 2015, весна 2016, весна 2017, лето 2018, весна 2019, осень 2020, весна 2021). Добился значительных успехов в спортивном варианте «Что? Где? Когда?» — будучи капитаном команды, завоевал с ней звание чемпионов мира в 2004 году.
Вскоре после этого команда выиграла титул абсолютных чемпионов мира, победив команду телезрителей в телевизионной игре «Что? Где? Когда?».
Становился чемпионом Азербайджана по ЧГК 2002, 2004, 2008, 2012 и 2013 годов, чемпионом Азербайджана по «Брейн рингу» в 2002 году, чемпионом Южного Кавказа в 1998, 2003 (в составе команды Анара Азимова) и 2010 годах.
Лауреат премии Международной ассоциации клубов ЧГК в номинации «Человек года» за 2010 год.
По итогам зимней серии 2010 года стал обладателем «Хрустальной совы», «Бриллиантовой совы», Погона «Лучшего капитана клуба».
В 2017 году за вклад в развитие движения «Что? Где? Когда?» стал лауреатом премии имени Владимира Ворошилова.
В 2019 году за достойное представление азербайджанской молодёжи на международных интеллектуальных играх был награждён медалью «Прогресс».

## Семья
Женат, имеет 2 детей.